# 大苦草
大苦草（学名：Vallisneria gigantea）为水鱉科苦草屬下的一个种。

## 扩展阅读
- 維基物種上的相關：大苦草